# Ясіка
Ясіка — індіанське плем'я місумальпан (матагальпан), яке жило на високогір'ї Нікарагуа, Ріо Ясіка, департамент Матагальпа. Ясіка — це назва регіону, який поділяє Матагальпу на територію Майангна на так званому Карибському узбережжі.